# گلدوین فولیز
گلدوین فولیز (انگلیسی: The Goldwyn Follies) یا «ندانم‌کاری‌های گلدوین» فیلمی آمریکایی در سبک موزیکال به کارگردانی جورج مارشال است که در سال ۱۹۳۸ منتشر شد. از بازیگران آن می‌توان به آدولف منژو، کنی بیکر، آندرا لیدز، و ادگار برگن اشاره کرد.